# 村上里和
村上 里和（むらかみ さとわ、旧姓：竹内、1966年1月14日 - ）は、NHKのアナウンサー。

## 人物
北海道札幌南高等学校を経て津田塾大学国際関係学科卒業後、1989年入局。

## 嗜好・挿話
- 1992年に札幌放送局に異動。その年には第74回全国高等学校野球選手権大会開会式リポーターとしてテレビ中継にも登場している[3]。
- その後、幼い子供がいる状況の中、女性でありながら東京への単身赴任を経験。全国放送にも出演したが、2000年4月に北海道にUターン。以後は地域密着の姿勢を貫き、母親としての視点を番組作りにも活かしてきた[4]。
- 2014年6月の定期異動で北海道を離れ、約14年ぶりにラジオセンターで東京勤務となった。
- 責任感が強い[5]。
- 長男出産後10年以上経って40歳を過ぎてから妊娠し、2009年初め頃に長女を出産した[6]。

## 現在の担当番組
- ラジオ深夜便（2014年6月24日～（番組制作班に所属しディレクター業務も兼務）

レギュラー担当前に札幌・旭川発深夜便のアンカーも担当したことがある。
アンカーとしては毎月第2・4火曜日レギュラー担当。コーナーアシスタントとして毎月第3日曜0時台の「五木寛之の聴き語り・昭和の名曲」がある。

## 過去の担当番組
- 北海道中ひざくりげ（函館放送局）※1987年番組開始以来、初の女性アナウンサー起用
- 第74回全国高等学校野球選手権大会開会式リポーター（1992年8月10日[3]）
- ほくほくテレビニュース
- NHK週刊ニュース（1999年4月～2000年3月）
- ニュース北海道 キャスター
- ほっからんど北海道 キャスター
- ホンネで北海道（視聴者から寄せられた意見を紹介するサブキャスターとして担当。2008年3月まで）
- さわやか自然百景（ナレーション。主に北海道を取り上げる回を担当した・2014年5月4日 北海道 朱鞠内湖 春 回まで）
- 北の生きもの百科（ナレーション）
- 目撃!日本列島 ナレーション（2014年3月8日  新たな絆を作りたい~日・韓・在日 の交流合宿）
- 地方発 ドキュメンタリー ナレーション（2014年4月21日  格闘する 動物園 ~ 旭山 ・坂東園長  ハンターになる~）
  - 厳密には番組ではないものとしては、旭川局のラジオ第1放送・FM放送のコールサインアナウンスも担当[7]。